# Kígyóhalalakúak
A kígyóhalalakúak (Ophidiiformes) a csontos halak (Osteichthyes) főosztályába és a sugarasúszójú halak (Actinopterygii) osztályába tartozó rend.

## Rendszerezés
A rendbe az alábbi 2 alrend és 5 család tartozik.
- Bythitoidei
  - Aphyonidae
  - Bythitidae
  - Parabrotulidae
- Ophidioidei
  - Carapidae
  - Kígyóhalfélék (Ophidiidae)